# Miragaia longicollum
Miragaia longicollum és una espècie de dinosaure estegosàurid. Les seves restes fòssils foren trobades a roques del Juràssic superior a Portugal. Miragaia destaca per la longitud del seu coll, que inclou almenys 17 vèrtebres.